# The Blossoms
The Blossoms var en sånggrupp bildad 1954 vid John C. Fremont High School i Los Angeles av Fanita James (född Barrett), Gloria Jones och tvillingsystrarna Nanette och Annette Williams. Gruppen hade en listplacering 1961 med låten "Son-In-Law", ett svar till Ernie K-Does listetta från samma år: "Mother-In-Law". 1967 hade de låten "Good, Good Lovin' " på R&B-listan.
De spelade in för Flair Records 1954. 1957 byttes Nanette Williams ut mot Darlene Wright, som senare tog namnet Darlene Love.
Som studiomusiker var de bland annat medlemmar i Phil Spectors studiogrupp Bob B. Soxx and the Blues Jeans.

## Medlemmar
Nuvarande medlemmar
- Fanita James (1954–1990; 2000–)
- Gloria Jones (1954–1962; 2000–)

Tidigare medlemmar (urval)
- Annette Williams (1954–1960)
- Nanette Williams (1954–1958)
- Jewel Cobbs (1954)
- Pat Howard (1954)
- Darlene Love (1958–1974)
- Gracia Nitzsche (1962–1964)
- Edna Wright (1962–1964)
- Carolyn Willis (1962–1964)
- Jean King (1964–1983)

## Diskografi
Album
- 1972 – Shockwave

Singlar (urval)
- 1958 – "No Other Love" / "Baby Daddy-O" (med Eddie Beal's Orchestra)
- 1958 – "Little Louie" / "Have Faith In Me" (med Eddie Beal's Orchestra)
- 1961 – "Son-In-Law" / "I'll Wait"
- 1965 – "That's When The Tears Start" / "Good, Good Lovin' "
- 1965 – "Things Are Changing"
- 1966 – "Let Your Love Shine On Me" / "Deep Into My Heart"
- 1966 – "Lover Boy" / "My Love, Come Home"
- 1967 – "Wonderful" / "Stoney End"
- 1968 – "Tweedlee Dee" / "You Got Me Hummin' "
- 1969 – "Soul And Inspiration" / "Stand By"
- 1969 – "You've Lost That Lovin' Feelin'" / "Something So Wrong"
- 1970 – "Break Your Promise" / "One Step Away"
- 1972 – "Touchdown" / "It's All Up To You"
- 1972 – "Cherish What Is Dear To You (While It's Near To You)" / "Shockwave"
- 1972 – "Grandma's Hands" / "Cherish What Is Dear To You (While It's Near To You)"
- 1977 – "A.P.B." / "There's No Greater Love"
- 1989 – "Lonely Friday Night" / "The Last Letter"